# Fenfushi (Raa-atol)
Fenfushi is een van de onbewoonde eilanden van het Raa-atol behorende tot de Maldiven.